# Žamberk
Žamberk (in tedesco Senftenberg) è una città della Repubblica Ceca facente parte del distretto di Ústí nad Orlicí, nella regione di Pardubice.

## Monumenti e luoghi d'interesse
- Castello di Žamberk